# Девушки бывают разные
«Де́вушки быва́ют ра́зные» — российский комедийный фильм режиссёра Сарика Андреасяна, спин-офф спортивной комедии Евгения Невского «В спорте только девушки». В главных ролях: Дмитрий Нагиев, Роман Попов, Артём Сучков, Дмитрий Власкин и Владимир Яглыч. Съёмки проходили в Мексике и на Канарских островах. Выход в широкий прокат в кинотеатрах состоялся 10 октября 2019 года.
Телевизионная премьера фильма состоялась 4 апреля 2020 года на канале ТНТ.

## Сюжет
История о трёх друзьях, решивших покататься на сёрфе в Мексике. Проснувшись наутро, парни обнаруживают себя посреди пляжа и не помнят, что произошло накануне. Оказывается, прошлой ночью они навредили международному криминальному авторитету Хуану, который хочет их убить. Скрываясь от преследования, без денег и документов, они переодеваются в девушек и участвуют в женском турнире по сёрфингу. Победа поможет выиграть 100 000 долларов и выбраться из страны.

## В ролях
| Актёр               | Роль                   |
| ------------------- | ---------------------- |
| Дмитрий Нагиев      | Хуан                   |
| Роман Попов         | Тюлень                 |
| Артём Сучков        | Грошик                 |
| Дмитрий Власкин     | Фил                    |
| Владимир Яглыч      | Виссарио               |
| Сергей Белоголовцев |                        |
| Зоя Бербер          | Диана Угарова, пацанка |
| Елизавета Моряк     | горничная              |
| Алёна Чехова        | Рита                   |

## Критика
Денис Ступников, «InterMedia»:

Снимая очередную комедию, заведомо обречённую на шквал негативных отзывов, [Андреасян] идёт по пути усиления кича и трэша, а такая принципиальность не может не подкупать. <…> …Андреасян старается не эксплуатировать шаблонные образы, а выводит разные женские типажи — от несгибаемых скромниц до прожжённых авантюристок. <…> Достойно выступила и «молодая шпана» во главе с уморительным Романом Поповым, который после «Полицейского с Рублёвки» сделал огромный шаг вперёд, сыграв в «Девушках лёгкого поведения» многоплановую роль с трагикомическими оттенками.

Семён Грицай, «Киноафиша»:

«Девушки бывают разные», задумывавшиеся как отдалённое продолжение успешной в прокате ленты «В спорте только девушки», существуют, казалось бы, во вполне определённом жанровом поле со своими традициями и приёмами. Но, как и другие фильмы этой команды, из-за клипового, монтажного мышления автора (элементарно не додерживающего заявочные планы до удобоваримой длины) и антиинтеллектуального подхода к делу перестают иметь отношение к какой-либо традиции вообще. При этом Андреасян, этот обруганный почём зря режиссёр, со всеми своими неизменно нелепыми атрибутами очень точно отражает состояние российского общества, застывшего между советским и так до сих пор не нащупавшим русское.

«Ovideo.ru»:

…фильм получился, действительно, крайне позитивным, несмотря на шаблонных русских «братков», замаскированных «для галочки» под мексиканских мафиози. Насилие здесь разве что в адрес злополучного петуха допускается — куда смотрят активисты PETA… <…> перед премьерой представитель компании-прокатчика, ещё не утративший доверия к энтузиазму Сарика Андреасяна, предупреждал, что «каких-то смыслов» в картине искать не следует. Увы, на «какой-то» юмор рассчитывать я бы тоже не советовал — может, пара-тройка наиболее нелепых выходок героев и вызовут смешок, но наиболее яркие из них, как водится, уже промелькнули в трейлере.